# ولفگانگ پویکرت
ولفگانگ پوکرت (انگلیسی: Wolfgang Peukert؛ زادهٔ ۹ ژوئن ۱۹۵۸) مهندس، و استاد دانشگاه اهل آلمان است.

## زندگی
ولفگانگ پوکرت در مؤسسه فناوری کارلسروهه مهندسی شیمی خواند و در سال ۱۹۹۰ در انستیتوی مهندسی فرایند مکانیک با موضوع ذرات و گازهای ترکیبی آشنا شد. وی پس از هفت سال در بخش توسعه گروه ژاپنی Hosokawa، در سال ۱۹۹۸ استاد کامل مهندسی فرایند در دانشگاه فنی مونیخ شد. در سال ۲۰۰۳ او به ریاست حالت جامد و مهندسی فرایند بینابینی در دانشگاه فریدریش-آلکساندر ارلانگن-نورنبرگ درآمد.
ولفگانگ پوکرت متأهل است و یک فرزند دارد.

## افتخارات و جوایز
- جایزه محیط زیست شهر کارلسروهه، ۱۹۹۰
- جایزه گوتفرید ویلهلم لایبنیتس، بنیاد تحقیقات آلمان، ۲۰۰۵
- آکادمی علوم برلین-براندنبورگ، ۲۰۰۸
- جایزه ارنست سولو، ۲۰۱۲
- عضو آکادمی علوم آلمان (Acatech)